# Trichosteleum leptorrhynchum
Trichosteleum leptorrhynchum là một loài rêu trong họ Sematophyllaceae. Loài này được (A. Jaeger) Renauld mô tả khoa học đầu tiên năm 1898.